# Parnon
Parnon (řecky Πάρνωνας) je pohoří nacházející se na poloostrově Peloponés v Řecku. Podobně jako vyšší, sousední skupina Taygetos je horstvo tvořeno především vápencem. Hory mají holý a suťový charakter a je bohatě zalesněno. Vegetace roste až do výšky 1500 m. Délka masivu je přibližně 50 km a šířka 15–20 km. Nejvyšším vrcholem je symetrická pyramida hory Megali Tourla (1934 m) ležící na severu pohoří.

## Poloha
Parnon leží na východní straně poloostrova v historicky významné prefektuře Arcadia a jeho západní část náleží prefektuře Lakónie. Rozkládá se mezi městy Sparta na západě a Tripoli. Sever pohoří je vymezen silnicí vedoucí ze Sparty do Argósu. Východ a jih masivu je ohraničen vodami Egejského moře.